# Marcin Łukaszewicz
Marcin Ziemowit Łukaszewicz (ur. 1966 we Wrocławiu) – polski biolog, specjalizujący się w biologii molekularnej, biotechnologii; nauczyciel akademicki, związany z Uniwersytetem Wrocławskim.

## Życiorys
Urodził się w 1966 roku we Wrocławiu, z którym związał całe swoje życie prywatne i zawodowe. Ukończył tu kolejno szkołę podstawową, a następnie IX Liceum Ogólnokształcące im. Juliusza Słowackiego, gdzie w 1985 roku zdał egzamin maturalny. Następnie podjął studia z zakresu rolnictwa, leśnictwa i rybactwa na Akademii Rolniczej we Wrocławiu, które ukończył magisterium w 1990 roku. Rok później ukończył biologię na Katolickim Uniwersytecie w Leuven w Belgii. W tym samym roku podjął tam studia doktoranckie, uzyskując w 1996 roku stopień naukowy doktora nauk biologicznych w zakresie biochemii o specjalności biologia molekularnej na podstawie pracy pt. Regulacja translacji genów pma 1 i pma 3 kodujących AT Pazę-H+ błony plazmatycznej Nicotiana plumbaginifolia, której promotorem był dr Marc Boutry.
Po odbytych studiach doktoranckich powrócił do Polski, zostając adiunktem w Instytucie Genetyki i Mikrobiologii Wydziału Nauk Przyrodniczych na Uniwersytecie Wrocławskim. W 2005 roku otrzymał stopień naukowy doktora habilitowanego nauk biologicznych w zakresie biologii o specjalności biotechnologia, na podstawie rozprawy nt. Modyfikacja biosyntezy flawonoidów w roślinach o znaczeniu użytkowym.
Po podziale Wydziału Nauk Przyrodniczych UWr w 2006 roku został kierownikiem Zakładu Biotransformacji na Wydziale Biotechnologii. W 2012 roku został wybrany na stanowisko dziekana tego wydziału.